# 圣乔治布朗卡内
圣乔治布朗卡内（法語：Saint-Georges-Blancaneix）是法国多尔多涅省的一个市镇，位于该省西南部，属于贝尔热拉克区。该市镇总面积13.62平方公里，2009年时的人口为227人。

## 人口
圣乔治布朗卡内人口变化图示